# Daniel Aráoz (actor)
Daniel Pedro Aráoz (Córdoba, Argentina; 6 de septiembre de 1962) es un actor, comediante, director de escena y presentador argentino, ganador del Premio Cóndor de Plata al mejor actor en 2011.

## Carrera
Empezó a trabajar en la televisión de los años ochenta en el mítico noticiero cómico de televisión La noticia rebelde, de Adolfo Castelo y Jorge Guinzburg.
Se conoció con el actor porteño Coco Sily en una fiesta de fin de año. De esa relación crearon la obra de teatro Ataque de pánico. Después de esa experiencia, que protagonizaron y produjeron, quisieron apostar al circuito comercial y Aráoz llamó a Roberto Fontanarrosa. Le dijo que querían hacer algo adaptando algún cuento suyo. El "Negro" le dijo: «Perfecto, leé los libros y sacá el cuento que quieras». Aráoz le replicó que no, que quería cuentos inéditos. Así empezaron a construir una amistad a la distancia.

## Televisión
- 1988: La noticia rebelde
- 1989: El mundo de Antonio Gasalla,
- 1992: De la cabeza, América 2
- Rebelde sin pausa,
- Club social y deportivo,
- Cara y ceca,
- 1995: El Palacio de la Risa, Canal 13
- 1996: Verdad Consecuencia, participación
- 1998: La barra de la tele, Canal 13
- 1999: Por el nombre de Dios, Canal 13
- Café Fashion, Azul Televisión
- 2001: 22, el lococomo "el diente", Canal Trece
- 2002: 099 Centralmismo papel que en la serie 22,el loco, Canal Trece
- 2003: Durmiendo con mi jefe, Canal Trece
- 2003: Tercer tiempo, comedia dramática con Emilio Disi, Alberto Martín, Gerardo Romano, Matías Santoianni. Guion de Coco Sily.[3]
- 2003-2006: Compatriotas, programa cultural de medianoche con Coco Sily, por Canal 7.[4]
- 2004: Los pensionados, Canal Trece
- Un cortado, Canal 7
- 2005: Casados con hijos, Telefe
- 2006: Juanita, la soltera, Canal Trece
- 2007: Los cuentos de Fontanarrosa, Canal 7
- 2008: Los Exitosos Pells, Telefe
- 2011: Animales sueltos, América TV
- 2013: Los vecinos en guerra, Telefe
- 2014: Viento Sur - Episodio 8: "La Travesía", América TV
- 2016: La última hora
- 2020: Puerta 7
- 2021: MasterChef Celebrity Argentina
- 2023: El show del intento, Televisión Pública
- 2023: Golpe de suerte, Taxista (cameo) Las Estrellas

## Filmografía
- 2024: El hombre que amaba los platos voladores
- 2024: Vladimir
- 2022: Objetos
- 2022: Franklin, historia de un billete
- 2021: Cato
- 2021: La noche más larga
- 2019: Porno para principiantes como Boris
- 2019: La rosa del desierto
- 2019: La odisea de los giles
- 2018: El Potro: Lo mejor del amor
- 2018: 27: el club de los malditos
- 2017: Una especie de familia como Dr. Costas
- 2017: Vergel como Barman
- 2016: Agosto final como Raúl Barón Biza
- 2016: 8 tiros
- 2014: Bañeros 4: Los Rompeolas
- 2009: El hombre de al lado como Víctor (Premio Cóndor de Plata 2011)
- 2006: 1 peso, 1 dólar
- 2005: Papá se volvió loco como Marito
- 2001: ¿Quién está matando a los gorriones?
- 2000: Una historia de tango (cortometraje) como el mozo
- 1998: El desvío como Darío
- 1987: La clínica del Dr. Cureta.

## Teatro
- La jaula (vida, sueños y lucha de nuestra clase obrera) de Julián Romeo, teatro barrial en Córdoba, con debates al final de la obra. Fue su primera obra de teatro.
- El mundo es un espectáculo con Raúl Ceballos («Doña Rosa»)
- Caldo de cultivo (con dirección de Jorge Petraglia)
- Fuenteovejuna (de Lope de Vega)
- Gracias, electroshock (de su autoría junto a Norman Briski, con quien también codirigió).
- Los 90 no son nada (con dirección de L. Marechal
- Varios unipersonales como autor y director, entre los que se destacan:
  - Art d’Coke
  - Lo peor de nosotros mismos (junto a Atilio Veronelli)
- 10 minutos para enamorarse (dirigido por Alberto Ure)
- La mesa de los galanes (del humorista rosarino Roberto Fontanarrosa, dirigido por Julio Ordano)
- Uno nunca sabe (de Roberto Fontanarrosa, dirigido por Marcelo Alfaro).
- Cash (actor, con Norma Pons, Gustavo Garzón y Ronnie Arias)
- Áryentains 2 (actor, con Coco Sily, Jean Pierre Noher y Roly Serrano)
- Áryentains (actor)
- Esperando a Héctor Irusta (autor, actor)
- Ataque de pánico (autor, actor)
- Incendios (actor)
- Como el culo (actor)
- Un estreno o un velorio (actor, con Flavio Mendoza, Georgina Barbarossa, Betiana Blum y Nicolás Scarpino)

## Premios y nominaciones
Academia de las Artes y Ciencias Cinematográficas de la Argentina
- Nominado en 2017 al Premio al Mejor Actor de Reparto por Una especie de familia
- Ganador en 2010 al Premio al Mejor Actor por El hombre de al lado

Asociación de Cronistas Cinematográficos de la Argentina
- Nominado en 2018 al Premio al Mejor Actor de Reparto por Una especie de familia
- Ganador en 2011	del Premio al Mejor Actor Protagónico por El hombre de al lado

Festival de Cine Latinoamericano de Lleida
Lleida Latin-American Film Festival
Ganador en 2010	del Premio al Mejor Actor por El hombre de al lado compartido con Rafael Spregelburd
Festival de Cine de Oldenburg
- Ganador en 2020 del Premio Seymour Cassel por Actuación destacada por un Actor por La noche más larga